# 暴動鎮圧

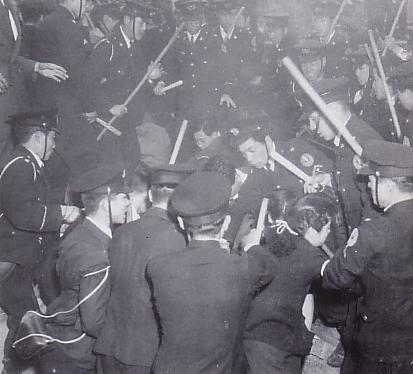
デモ活動を鎮圧する日本の警察官（1949年）

暴動鎮圧（ぼうどうちんあつ Riot control）とは、暴動やデモ活動を行なっている群衆を、強制的に鎮圧・制圧もしくは解散させることである。

## 概要

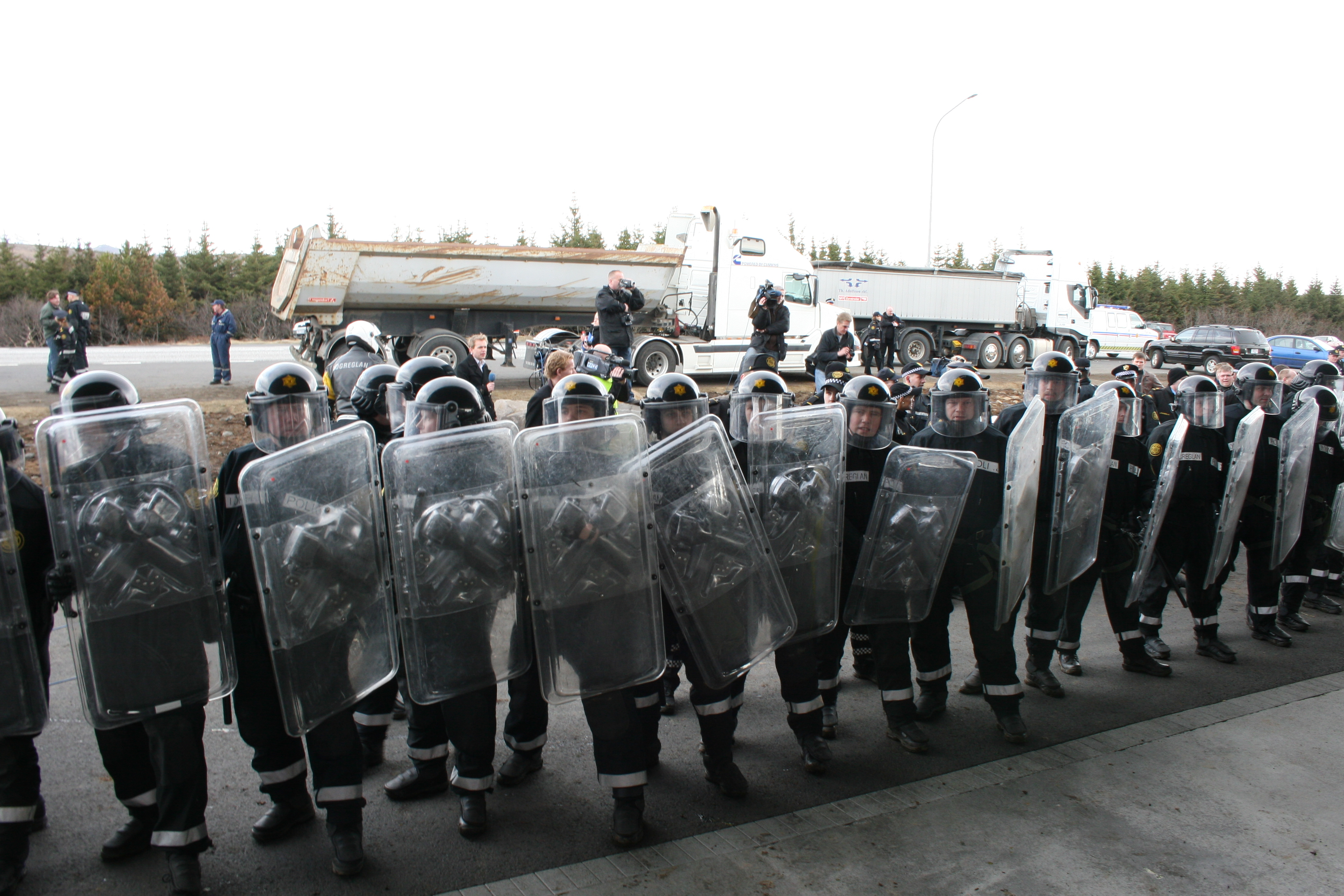
アイスランド国家警察の警備部隊（2008年）

警察をはじめとする法執行機関のみならず、大規模な暴動・デモの場合は、準軍事組織や軍隊も鎮圧に投入されることがある。警備・鎮圧部隊は群集に対抗するため集団で行動し、投石・火炎瓶等への防護としてヘルメット・ボディアーマー・盾（ライオットシールド）等を装備している。鎮圧に際しては、警棒や放水銃、ゴム弾、催涙ガスをはじめとする非致死性の武器を用いるが、それでも鎮圧が困難な場合は実弾の発砲が行なわれるケースもある。また、情報のコントロールや首謀者捜査のため、カメラ等での記録も求められている。

## 各国の主な警備・暴動鎮圧部隊
日本
- 警察 - 機動隊
- 海上保安庁 - 特別警備隊
- 防衛省（自衛隊・治安出動時）

フランス
- フランス国家憲兵隊 - 機動憲兵隊

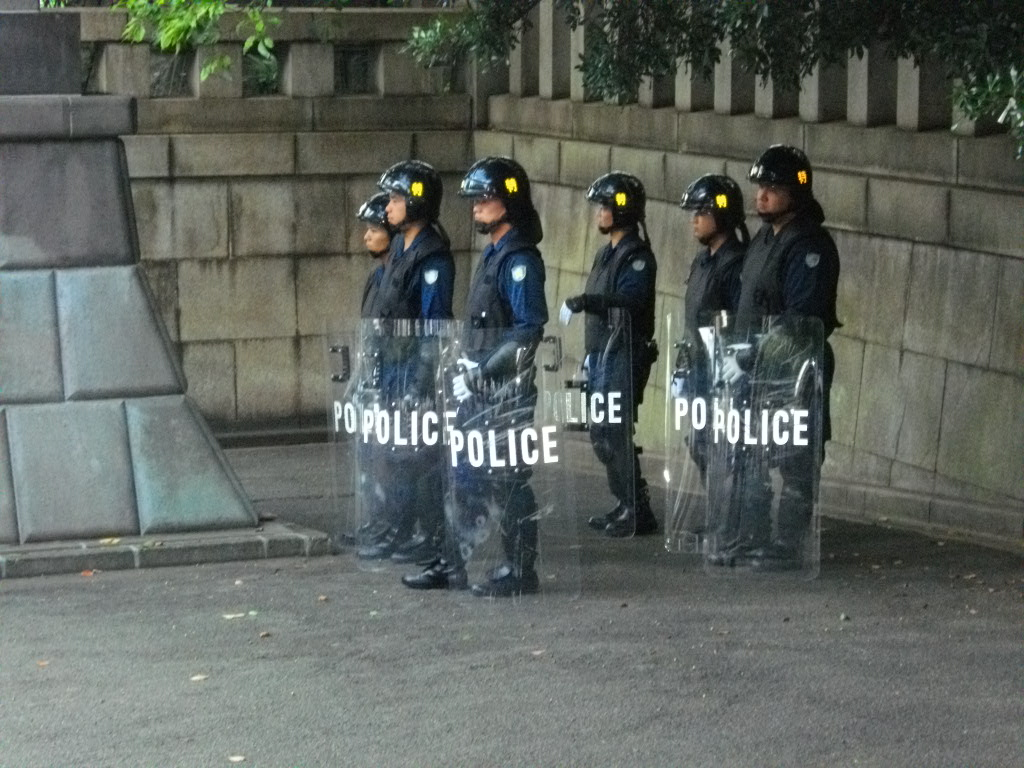
日本の機動隊（東京）

- フランス国家警察 - フランス共和国保安機動隊

他
- ドイツ警察の機動隊
- 中国人民武装警察部隊
- 大韓民国戦闘警察隊
- ロシア国家親衛隊特別任務機動隊